# Karōshi

Karōshi (過労死, littéralement « mort par dépassement du travail ») désigne la mort subite de cadres ou d'employés de bureau par arrêt cardiaque, AVC ou suicide à la suite d'une surcharge de travail, d'un surmenage ou d'un stress associé trop important.
Le karōshi est reconnu comme une maladie professionnelle au Japon depuis les années 1970.

## Description du phénomène
Le terme karōshi a été introduit par trois médecins, Hosokawa, Tajiri et Uehata, dans un ouvrage publié en 1982 pour désigner un ensemble de troubles cardiovasculaires associés à un temps de travail excessif. Le premier cas reconnu de karōshi date de 1969 ; il s'agit d'un employé de 29 ans travaillant au sein du service expéditions d'un grand journal japonais qui est mort d'un arrêt cardiaque sur son lieu de travail. Alors que la problématique de l'impact du stress au travail sur les maladies cardiovasculaires est souvent abordée en Europe et aux États-Unis sous l'angle du travail des cadres, le karōshi touche aussi bien les employés de bureau ou le secteur des transports.
La reconnaissance du lien entre décès et conditions de travail se base principalement sur le temps de travail lors de la semaine précédant l'accident. Le critère utilisé est un temps de travail de 24 heures (trois fois une journée de travail normale) le jour précédant l'accident ou de 16 heures par jour (deux fois le temps normal) durant toute la semaine précédente[réf. nécessaire].
L'essentiel des connaissances sur le karōshi est issu d'études de cas sur le passé professionnel des victimes.

## Ampleur du problème
Le gouvernement japonais publie des statistiques sur le karōshi depuis 1987. Quelques dizaines de cas sont reconnus comme maladies professionnelles chaque année. Ce nombre est en hausse, peut-être en raison d'une plus grande sensibilité du public à ce problème et parce que les critères de reconnaissance de la nature professionnelle de l'affection ont été modifiés.
D'autres estimations laissent cependant penser que le phénomène est beaucoup plus répandu. L'agence de prévision économique estimait en 1994 le nombre de morts par karōshi à 5 % de l'ensemble des victimes de troubles cardiovasculaires dans la tranche d'âge 25-59 ans soit environ 1 000 personnes par an. Kawato (1992) considère quant à lui qu'un tiers de ces décès sont liés aux conditions de travail, soit 10 000 victimes par an. On considère désormais que la mort par sur-travail est un symptôme majeur des transformations sociales très importantes des vingt dernières années (les séquelles de la Décennie perdue), qu'il faut relier à l'augmentation des taux de suicide et de dépression, d'une part, et, d'autre part, à un processus de médicalisation intense des malaises sociaux et psychologiques au Japon, notamment par Kitanaka (2011/2014).
Entre avril 2005 et mars 2006, on a recensé 157 décès dus au karōshi principalement par suicide ou crise cardiaque. 173 autres personnes sont tombées gravement malades. Le total de 330 (12,2 % par rapport aux douze mois précédents) est un record. Entre mars 2014 et mars 2015, 1 456 demandes de compensation liées à des décès causés par un excès de travail ont été enregistrées par le ministère du Travail.
En dehors du Japon, quelques cas ont été médiatisés, par exemple celui d'un stagiaire dans une banque de la City de Londres, mort à 21 ans en 2014 après notamment trois nuits blanches consécutives.
En 2016, un rapport gouvernemental indique que 21,3 % des employés japonais travaillent 49 heures ou plus par semaine en moyenne, contre 16,4 % aux États-Unis, 12,5 % en Grande-Bretagne et 10,4 % en France.
En 2023, le ministère de la Santé, du Travail et des Affaires sociales japonais estime que 10 % des hommes et 4 % des femmes en poste travaillent plus de 60 heures par semaine.

## Tentatives de résolution
Jinuichi Kimura, gestionnaire de Iken Engineering a tenté de forcer, par différentes méthodes, ses employés à quitter le bureau vers 18 h. Mais même en coupant les routeurs internet et en éteignant les lumières automatiquement à cette heure, certains restaient en utilisant des routeurs WiFi personnels ou en amenant des lampes portables. Après 6 mois de ce type de contraintes, rien n'avait changé. Il a fait appel à un expert en réduction d'heure du travail, une spécialité japonaise. Le problème est notamment que dans beaucoup d'entreprises le salaire est très bas et les gens comptent sur des heures supplémentaires. Jinuichi Kimura a donc remplacé les heures supplémentaires par des bonus, et a demandé aux employés d'effectuer les tâches dans un temps plus court dans la journée. Une action ciblée sur le repos et la récréation, ayant eu comme effet de reconstruire des liens familiaux affaiblis par le surtravail, ont permis d'améliorer l'humeur changeante des employés et les ont rendus plus productifs.